# TAM 150 T11 B/BV
TAM 150 T11 B/BV — югославський армійський вантажний автомобіль з колісною формулою 6х6.

## Історія
В 1965 році Міністерство транспорту Югославії сформувало робочу групу для розробки лінійки вантажівок для потреб армії. Її результатом стали п'ять типів вантажівок: 0,75 тонна 4x4, 1,5 тонна 4x4, 3-х тонна 6x6, 6-ти тонна 6x6, а також 9-ти тонна 8x8.
В 1976 році 1,5-тонна 4x4 була виготовлена фірмою Tovarna avtomobilov Maribor під назвою TAM 110 T7 B/BV, а 3-х тонна 6х6 як TAM 150 T11 B/BV, виробництво якої почалось в 1979 році.

## Конструкція
Ця військова вантажівка може перевозити 3000 кг вантажів по бездоріжжю та 5000 кг — по дорозі з твердим покриттям. Кабіна знаходиться зверху двигуна та піднімається для технічного обслуговування та доступу. Задня транспортна частина металева. В кузові розміщується 18 солдат. На TAM-150 використовується двигун TAM 9,75 літра V6 повітряного охолодження потужністю 150 к.с., який виготовлявся по ліцензії німецької фірми Klonckner-Humboldr-Deutz. Використання вантажівки було можливо в температурних діапазонах з -30 °C до +50 °C.

## Модифікації
На базі вантажівки розроблена лінійка військових машин різного класу — з кунгами, паливозаправник (ACD M.78), радіостанція, мобільна ремонтна майстерня та інше.
TAM-150 став базою для РСЗВ M-94 Plamen-S та БММ BOV.

## Експлуатанти
- Боснія і Герцеговина
- Хорватія
- Македонія
- Сербія

## Галерея

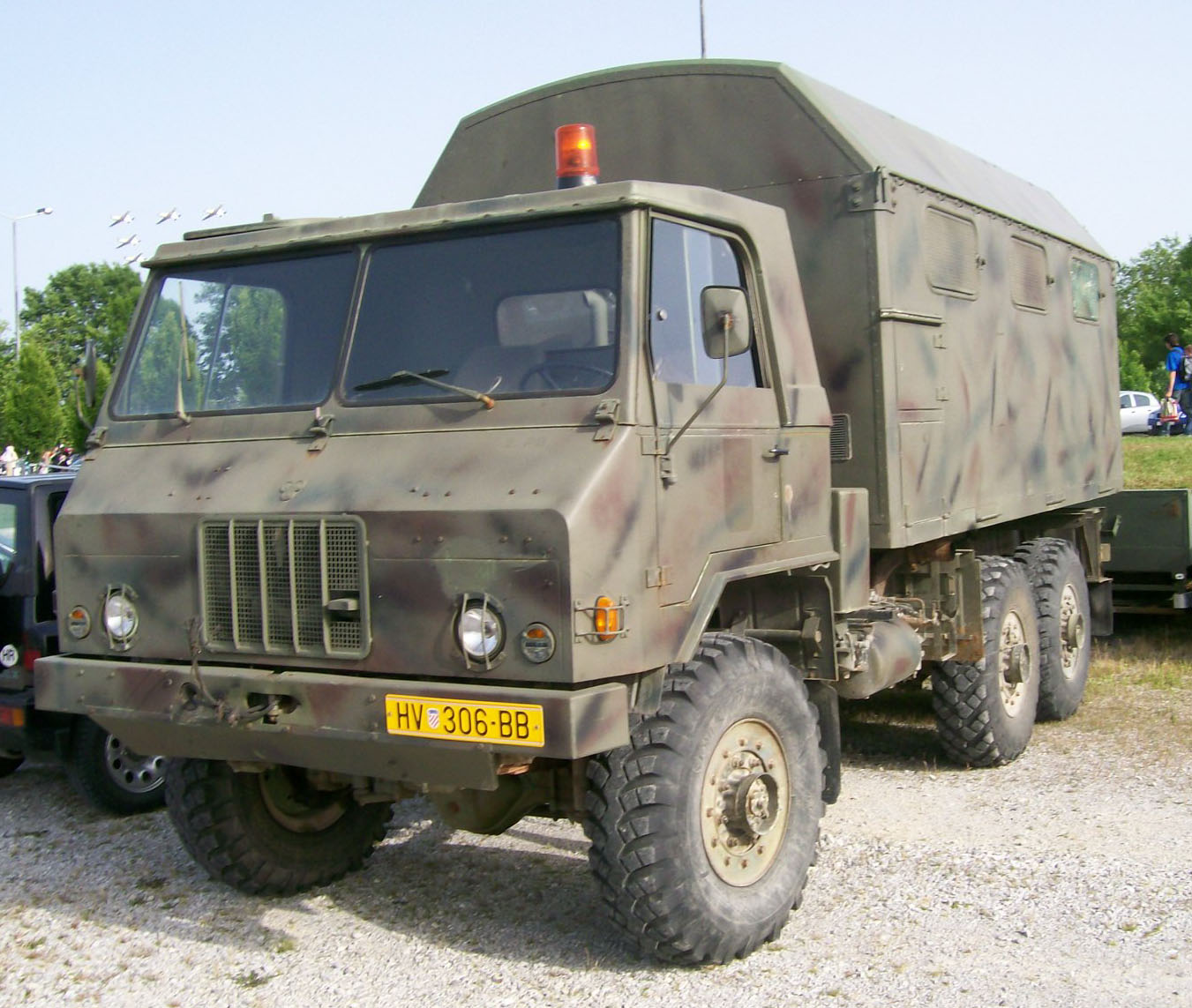
Вантажівка хорватської армії
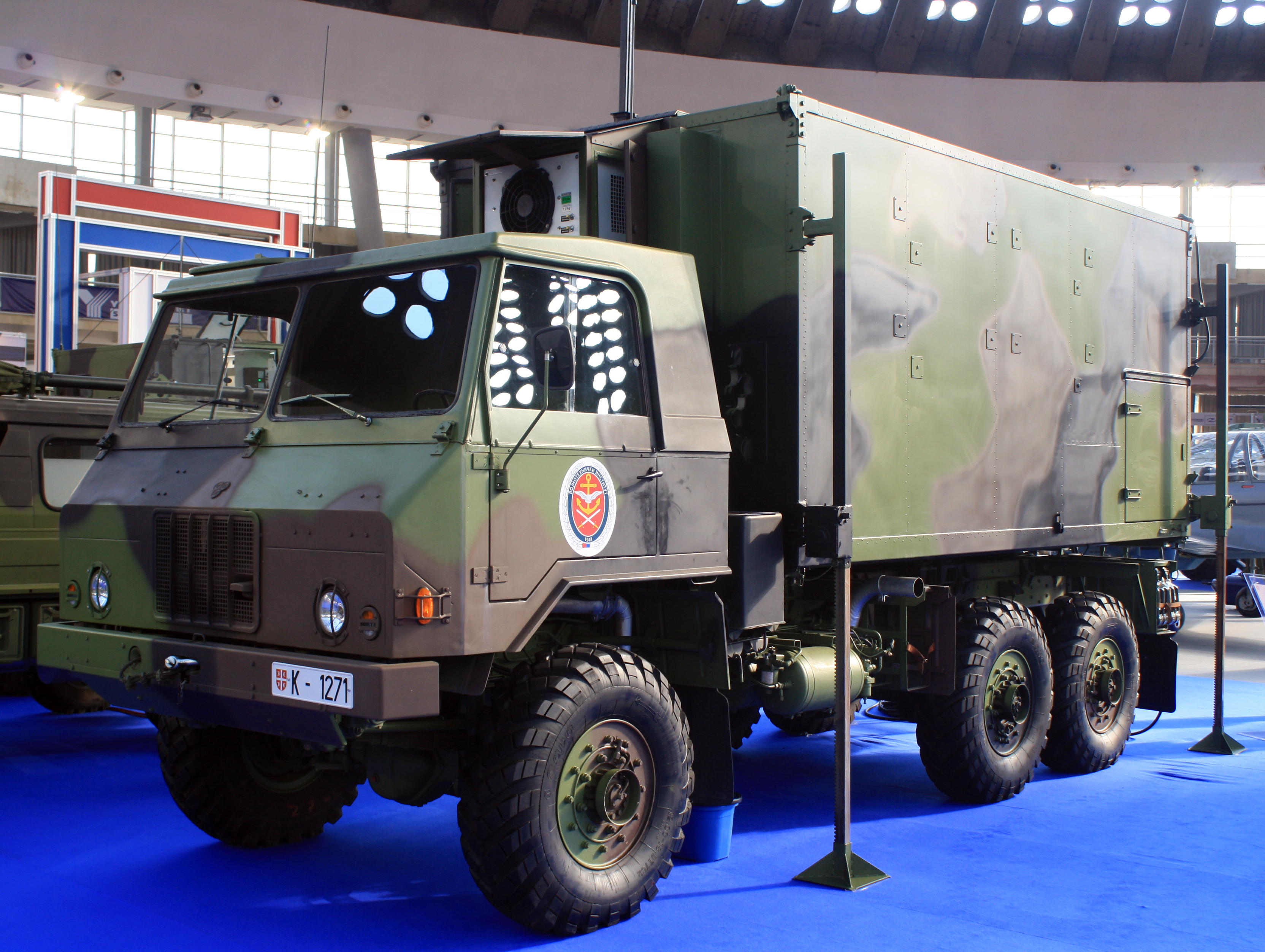
Радіостанція сербської армії
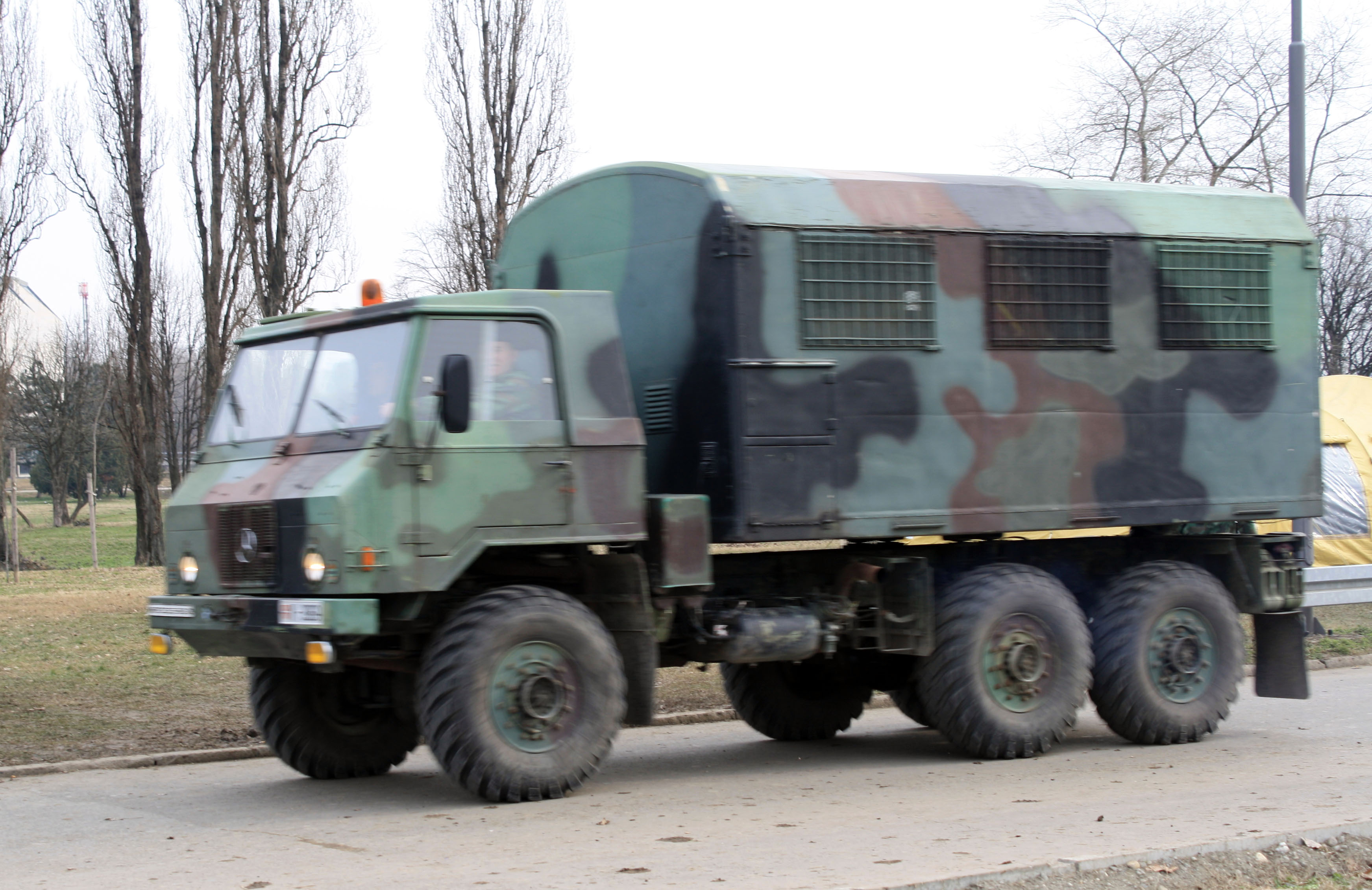
Вантажівка сербської армії